# إدوارد جبريل أندريه باريت
إدوارد جبريل أندريه باريت (بالإنجليزية: Edward Gabriel André Barrett)‏ هو عسكري أمريكي، ولد في 4 فبراير 1827 في نيو أورلينز في الولايات المتحدة، وتوفي في 31 مارس 1880 في نيويورك في الولايات المتحدة.